# Friedrich Wilhelm Blaschke
Friedrich Wilhelm Blaschke (* 18. Oktober 1920 in Breslau; † 31. Januar 2006 in Seeheim-Jugenheim) war ein deutscher Maler, Grafiker und Holzschneider.

## Leben und Werk
Blaschke besuchte Schulen in Breslau, Regensburg und Halle/Saale, wo er 1939 das Abitur machte. An der Universität Halle studiert er Kunstgeschichte, klassische Archäologie und Philosophie und Malerei und Grafik bei Otto Fischer-Lamberg (1886–1963). Ab 1946 arbeitete Blaschke selbständig in Halle als Maler und Grafiker. Er stand in engem Kontakt mit Carl Crodel, Herbert Stockmann, Karl Schmidt-Rottluff, Gerhard Marcks und Otto Pankok. Für Kataloge wichtiger Ausstellungen der renommierten Galerie Hennig in Halle schrieb Blaschke einführende Text (u. a. 1948 zu Karl Schmidt-Rottluff und Alfred Kubin).
Außerdem war er Mitarbeiter am Institut für Denkmalpflege und später Dozent für Kunstgeschichte an der Kunsthochschule Burg Giebichenstein und Leiter eines Lehrateliers für Gebrauchswerber in Halle.
Blaschke war 1949 und 1953 auf den Deutschen Kunstausstellungen in Dresden und u. a. ab 1947 auf mehreren Kunstausstellungen des Landes Sachsen-Anhalt vertreten. Bis zu seinem Ausschluss 1959 war er Mitglied des Verbands Bildender Künstler der DDR.
1995 zog Blaschke nach Seeheim-Jugenheim.
Sein schriftlicher Nachlasses befindet sich im Deutschen Kunstarchiv im Germanischen Nationalmuseum in Nürnberg.

## Werke (Auswahl)
- Ente (Holzschnitt aus einer Serie „Vögel und Fische“, 1947/1949; ausgestellt 1953 auf der Dritten Deutschen Kunstausstellung)[1]
- Pfau (Holzschnitt aus einer Serie „Vögel und Fische“, 1947/1949; ausgestellt 1953 auf der Dritten Deutschen Kunstausstellung)[2]
- Carmina burana (Titelblatt einer Holzschnitt-Serie zu Carmina burana, 1952; ausgestellt 1953 auf der Dritten Deutschen Kunstausstellung)[3]
- In taberna (Holzschnitt aus einer Serie zu Carmina burana, 1952; ausgestellt 1953 auf der Dritten Deutschen Kunstausstellung)[4]
- Dulcissime totam tibri subdo (Holzschnitt aus einer Serie zu Carmina burana; 1952; ausgestellt 1953 auf der Dritten Deutschen Kunstausstellung)[5]

## Einzelausstellungen (Auswahl)
- 1981 Leipzig, Galerie Wort und Werk (mit Karl Holfeld)
- 1994 Erfurt, Galerie Ektachrom